# Pocket PC
Pocket PC: slični pojmovi: PDA, dlanovnik, ručno računalo.
Termin vezan za segment ručnih računala vezanih uz Microsoftov operativni sustav. Pocket PC operativni sustav je promijenio ime u Windows Mobile. Prije korištenja termina Pocket PC koji je vezan za razdoblje nagle ekspanzije Compaqovog (kasnije HP-ovog) dlanovnika iPaq, ovaj se operativni sustav zvao Windows CE (dogurao do verzije 3.0). Danas se koristi Windows Mobile 6.1 te uskoro 6.5 i 7. Pocket PC se od smartphonea razlikuje po operativnom sustavu (smartphone koristi Symbian, Android, Palm OS itd.).